# Quanah, Acme and Pacific Railway
Le Quanah, Acme and Pacific Railway (sigle de l'AAR: QAP) était un chemin de fer de marchandises qui opérait entre la Rivière Rouge, Texas et Floydada, Texas, entre 1902 et 1981, date à laquelle il fut intégré au Burlington Northern Railroad. Il fit partie des chemins de fer américains de classe I.

## Historique
L'Acme Red River & Northern Railway fut créé le 3 mai 1902, dans le but de construire une ligne de 805 km entre la Rivière Rouge et El Paso, Texas. En réalité, la ligne relia la Rivière Rouge à Floydada sur une distance de 188 km.
Le 28 janvier 1909, la compagnie prit le nom de Quanah, Acme and Pacific Railway (QA&P).
En 1911, le St. Louis-San Francisco Railway prit le contrôle du QA&P. 
Pour assurer son service marchandise, le QA&P desservait la Rivière Rouge, Carnes, Quanah, Acme, Lazare, Swearingen, Paducah, Narcisso, Summit (Comté de Motley), Russellville, Roaring Springs, MacBain, Dougherty, Boothe Spur et Floydada.
Le Burlington Northern Railroad commença par fusionner le St. Louis-San Francisco Railway le 21 novembre 1980, puis le QA&P le 8 juin 1981.
Le Burlington Northern abandonna l'ancienne ligne du QA&P située à l'ouest de Paducah en 1982.

## Trafic
Durant son existence, l'activité du QA&P consistait à transporter des marchandises entre le St. Louis-San Francisco Railway (au niveau de la Rivière Rouge) et l'Atchison, Topeka and Santa Fe Railway à Floydada. Le trafic recula lorsqu'une route plus courte fut utilisée entre ces deux points.

## Traduction
- (en) Cet article est partiellement ou en totalité issu de l’article de Wikipédia en anglais intitulé « Quanah, Acme and Pacific Railway » (voir la liste des auteurs).